# Ministério dos Negócios Estrangeiros (Timor-Leste)
| Ministério dos Negócios Estrangeiros                                                           |                               |
| Dili                                                                                           |                               |
| Criação                                                                                        | 1975 (50 anos)                |
| Vista da frontaria do palácio do Ministério dos Negócios Estrangeiros de Timor-Leste, em Dili. |                               |
| Vista da frontaria do palácio do Ministério dos Negócios Estrangeiros de Timor-Leste, em Dili. |                               |
| Atual ministro                                                                                 | Dionísio da Costa Babo Soares |
| Atual Vice-Ministro                                                                            | ?                             |
| Orçamento                                                                                      | ?                             |

O Ministério dos Negócios Estrangeiros de Timor-Leste  atualmente denominado de Ministério dos Negócios Estrangeiros e Cooperação é a pasta do governo nacional timorense a qual compete aos negócios, politicas e as relações internacionais de Timor-Leste e que tem como titular é Dionísio da Costa Babo Soares.

## História
Deste a época dos governadores portugueses que se havia relações exteriores por parte do território de Timor português com o mundo e com a primeira independência do pais, em 1975, a pasta era chefiada por José Ramos-Horta.

## Lista de ex-ministros
| Ministros dos Negócios Estrangeiros e Cooperação  |      |                                   |           |
| Governo                                           | Foto | Nome                              | Período   |
| Gabinete de Timor-Leste (1975)/ Governo no Exílio |      | José Ramos-Horta                  | 1975–1977 |
| Governo no Exílio                                 |      | Mari Alkatiri                     | 1977–2000 |
| Governo de Transição UNTAET                       |      | José Ramos-Horta                  | 2000–2001 |
| Governo de Transição UNTAET                       |      | José Ramos-Horta                  | 2001–2002 |
| I.                                                |      | José Ramos-Horta                  | 2002–2006 |
| II.                                               |      | José Luís Guterres                | 2006–2007 |
| III.                                              |      | Adaljiza Magno                    | 2007      |
| IV.                                               |      | Zacarias da Costa                 | 2007–2012 |
| V.                                                |      | José Luís Guterres                | 2012–2015 |
| VI                                                |      | Hernâni Coelho                    | 2015–2017 |
| VII                                               |      | Aurélio Sérgio Cristóvão Guterres | 2017–2018 |
| VIII.                                             |      | Dionísio Babo                     | seit 2018 |